# Pamiętnik Cieszyński
Pamiętnik Cieszyński – polskie czasopismo naukowe wydawane przez Oddział Polskiego Towarzystwa Historycznego w Cieszynie od 1961. Drugi tom tego wydawnictwa ukazał się w 1972, a tomy od trzeciego do dwudziestego w latach 1990–2005.

## Historia
25 października 1955 powstał oddział Polskiego Towarzystwa Historycznego w Cieszynie, który rozwinął działalność m.in. na polu wydawniczym.
Pierwszy tom "Pamiętnika Cieszyńskiego" wydano z okazji 1150. rocznicy założenia Cieszyna, którą obchodzono w 1960. "Pamiętnik" oddano do składania 15 listopada 1960, a jego druk ukończono w lipcu 1961. W przedmowie członkowie Komitetu Redakcyjnego wyrażali życzenie, by nie podzielił losu tak licznych efemeryd, lecz rozpoczął systematyczną pracę nad bogatą i chlubną przeszłością naszego regionu. Publikacja była podzielona na dwie części. W pierwszej ("Artykuły, rozprawy i wspomnienia") znalazły się teksty m.in. nestora cieszyńskich historyków, zmarłego w 1960 Franciszka Popiołka, Józefa Chlebowczyka, Kazimierza Popiołka i Ludwika Brożka, ukrywającego się pod pseudonimem "Jan Kurzelowski". Obok nich ukazały się prace nagrodzone w konkursie Polskiego Towarzystwa Historycznego – historia wsi Kończyce Wielkie autorstwa Edwarda Paska oraz wspomnienia Józefa Marynioka i nauczyciela Rudolfa Zaręby. W drugiej części ("Materiały") zamieszczono przedrukowaną z "Gwiazdki Cieszyńskiej" chronologię dziejów Cieszyna opartą na kronice Alojzego Kaufmanna, spis ludności na Śląsku Cieszyńskim z 1790 wydany przez Andelina Wadowskiego oraz materiały do bibliografii Cieszyna, zestawione przez Ludwika Brożka, tym razem publikującego pod swoim nazwiskiem.
Jednak wydanie "Pamiętnika Cieszyńskiego" nie zapełniło luki w zakresie wydawania regionalnego czasopisma historycznego na Śląsku Cieszyńskim. Przez kilka lat po 1961 nie ukazał się kolejny tom tego wydawnictwa, tymczasem w 1969 do rąk czytelników trafił pierwszy tom "Cieszyńskiego Rocznika Muzealnego". W skład zespołu redakcyjnego weszli Ludwik Brożek, Witold Iwanek i Robert Mrózek. W pierwszym tomie "Cieszyńskiego Rocznika Muzealnego" z autorów "Pamiętnika Cieszyńskiego" swoje teksty opublikowali Brożek i Chlebowczyk. Później wydawnictwo ukazywało się pod skróconym tytułem "Rocznik Cieszyński". Ostatni numer tego czasopisma ukazał się w 1991.
Drugi tom "Pamiętnika Cieszyńskiego" ukazał się w 1972 nakładem Polskiego Towarzystwa Historycznego i Śląskiego Instytutu Naukowego. W skład kolegium redakcyjnego wchodzili Józef Chlebowczyk, Ludwik Brożek i Antoni Zając. Obejmował 18 artykułów, które zostały podzielone na 3 części: "Ziemia cieszyńska w Polsce Ludowej", "Z przeszłości regionu" i "Kronika". Większość artykułów nie została opatrzona aparatem naukowym, co tłumaczono faktem, że adresowane były do szerszego kręgu czytelników.
"Pamiętnik Cieszyński" zaczęto systematycznie publikować, kiedy prezesem cieszyńskiego oddziału PTH został Idzi Panic. Wznowienie "Pamiętnika Cieszyńskiego" pozwoliło na wykrystalizowaniu się grupy badaczy, zajmującej się dziejami Śląska Cieszyńskiego, piszącej głównie na podstawie szczegółowo prowadzonej kwerendy źródeł.
Trzeci tom "Pamiętnika" ukazał się pod redakcją Idziego Panica w 1991 roku i zawierał materiały z konferencji zorganizowanej z okazji setnej rocznicy śmierci Pawła Stalmacha. Obejmował 5 artykułów.
Systematyczna publikacja trwała do roku 2005. Po kilkuletniej przerwie ma się w 2016 roku ukazać XXI tom.